# Station Zillisheim
Station Zillisheim is een spoorwegstation in de Franse gemeente Zillisheim.